# Mister Rock 'n' Roll
Mister Rock 'n' Roll è un film tv diretto da Andy Wolk nel 1999.

## Trama
Il film tratta della vita di Alan Freed, famoso dj di Cleveland, che nel 1951 fu il primo a mandare in onda musica afro-americana, di tipo Rhythm & Blues, in una radio per bianchi ed è narrato in prima persona dal protagonista.
Conosce una ragazza, Jackie e la sposa. 
Vedendo la bigotteria e la riluttanza ad ascoltare la nuova musica dalle sue parti, si trasferì a New York, dove la musica sconfinò ben presto dai ghetti neri e creò una nuova tendenza, che lui stesso battezzò Rock 'n' roll.
Tra alti e bassi sia a livello professionale che personale (la moglie lo lascia solo per un periodo, ritornando a Cleveland dalla madre), tra eccessi e sregolatezze, si snoda la storia della sua vita.